# Alexander Wołodkowicz
Alexander Wołodkowicz (en polonais, Aleksander Wołodkowicz, en biélorusse, Аляксандр Валадковіч) est un aristocrate descendant d'une famille originaire du Grand-duché de Lituanie, né à Dekszniany ou Dykszniany (aujourd'hui Voblast de Minsk) le 2 juin 1806 et mort à Paris le 19 mars 1862.

## Biographie
Alexander Wołodkowicz est le fils de Wincenty Wołodkowicz (be) (1761-1839), armoiries Radwan, et de Jadwiga Wincent Wincenta Tyszkiewicz-Łohojska (ca 1782-1864).
Jusqu'en 1795, la région où était implantée la famille faisait partie de la République des Deux Nations, avant d'être incorporée dans l'Empire russe, gouvernement de Vilna. 
Il a participé à l'insurrection de novembre contre l'Empire russe en soulevant le district de Vileïka où il a été un commandant et un diplomate polonais.
Après la défaite des insurgés, il a émigré en France, où il a continué à s'engager dans des activités politiques et diplomatiques.
Alexander Wołodkowicz est inhumé le 21 mars 1862 au cimetière de Montmartre 19e division, mais son cœur a été rapatrié et placé dans l'église de la Sainte Trinité de Radoszkowicze (pl), où se trouvait le tombeau ancestral de la famille Wołodkowicz (en).